# 香港消費物價指數
香港消費物價指數由香港政府統計處編訂，是量度香港物價與通貨膨脹的指標。香港消費物價指數量度香港家庭購買的消費商品及服務的價格隨時間變動的情況，指數的按年變動率，可以作為香港通貨膨脹的指標。
為了反映消費物價轉變對不同開支組別家庭的影響，政府統計處編製了多種消費物價指數，包括甲類消費物價指數、乙類消費物價指數及丙類消費物價指數，三類指數分別根據較低、中等及較高消費開支範圍的家庭開支模式編製而成。綜合消費物價指數，則是根據以上所有三類住戶的整體開支模式而編製，以反映物價轉變對全香港所有階層家庭的影響。 
現時採用以2014至2015年為基期的消費物價指數的開支權數，是根據在2014年10月至2015年9月間進行的住戶開支統計調查所得的住戶開支模式計算出來的。消費物價指數數列的開支範圍臚列如下：
| 指數             | 約佔住戶的百分比 | 住戶於2014年10月至2015年9月期間的每月平均開支 |
| ---------------- | ---------------- | --------------------------------------------- |
| 甲類消費物價指數 | 50%              | $ 5,500 - $24,499                             |
| 乙類消費物價指數 | 30%              | $24,500 - $44,499                             |
| 丙類消費物價指數 | 10%              | $44,500 - $89,999                             |
| 綜合消費物價指數 | 90%              | $ 5,500 - $89,999                             |

上述的開支範圍是以2014年10月至2015年9月基期內的物價計算。將自基期起物價轉變的影響計算在內，調整至2017年的價格水平，甲類、乙類及丙類消費物價指數所涵蓋住戶的每月平均開支，分別大約在5,800元至25,700元之間、25,700元至46,400元之間及46,400元至93,800元之間，而綜合消費物價指數所涵蓋住戶的每月平均開支則大約在5,800元至93,800元之間。
住戶開支水平會受收入和物價變動等因素的影響而改變，但計算消費物價指數所採用的住戶開支模式（即各項商品及服務的相對開支），相對上較為穩定，隨時間只會有輕微改變。再者，輕微更改編製消費物價指數的權數，對消費物價指數變動的影響並不顯著。因此，每次重訂基期後，採用固定的開支權數編製數年的消費物價指數是恰當的做法。
基於以上原因，政府統計處跟隨國際慣例，每五年進行一輪新的住戶開支統計調查，以更新計算消費物價指數所用的開支模式。
除開支權數外，編製消費物價指數時所需的另一類資料是個別項目的價格數據。政府統計處持續地進行一項按月零售物價統計調查，每月從大約4,000間位於香港各地區的零售商店及提供服務的機構，搜集約共47,000個價目。至於一些主要服務如公共交通及郵遞服務的價格數據，則直接從有關機構搜集或從行政紀錄中獲得。至於私人房屋租金方面，有關新訂租約、續訂租約及現時租戶的租金資料，是透過一項以私人房屋租戶為對象的按月抽樣統計調查搜集得來。公營房屋租金資料，則由香港房屋委員會及香港房屋協會定期提供。
將消費物價指數原來數列的按年變動數字和經季節性調整數列的按月變動數字一起研究，有助分析消費物價的最新趨勢。由於經季節性調整的數列已透過統計方法剔除季節性變異，可更有意義地比較相連月份數字。

## 外部連結
- 政府統計處 - 消費物價指數
- 政府統計處 - 消費物價指數簡介 （页面存档备份，存于）
- 1975至今的香港消費物價指數 （页面存档备份，存于）